# 犬笛

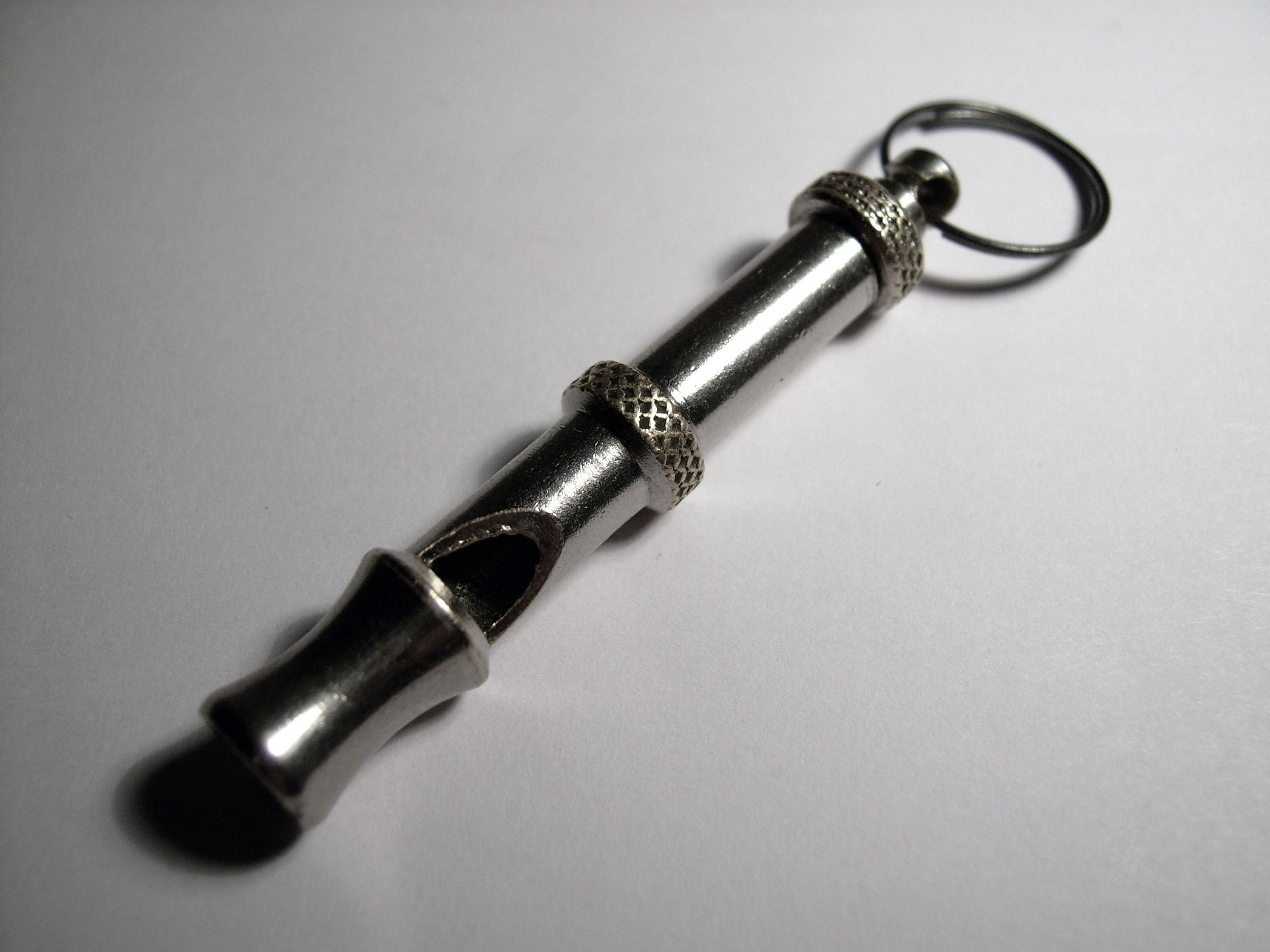
犬笛

犬笛（いぬぶえ、英語: dog whistle）とは、イヌやネコの訓練などに用いられるホイッスル（笛）の一種。フランシス・ゴルトンが発明したことから、ゴールトン・ホイッスルとも呼ばれる。

## 概要
犬笛が発することのできる音の周波数の範囲は、人の可聴範囲を大きく上回っている。概して、犬笛は16,000Hzから22,000Hzの音を出せるが、人の耳は20,000Hzの音までしか聞き取ることができない。犬笛の中には、発する音の周波数を任意の高さ（音高）に変更できるように、スライド式の調節機構が備わっているものもある。しかしながら人に聞こえる音を出さないように調節すると遠くまで届かず、また障害物や高低差にも弱くなるので、実用になるのは人にも十分聞き取れる程度の周波数域である。
トレーナーは、犬笛の使い方しだいで、犬の関心を引いたり、しつけのために罰を与えたりたやすくできるようにもなる。
このような呼気によって音を出す笛の他に、電子的に人の可聴波を超えた音を出す装置もまた、犬笛 (dog whistle) と呼ばれることがある。それは、圧電エミッター (piezoelectric emitters) を利用し、超音波を出す装置であるという。
これらのような笛は、人の可聴範囲を調べるために使われることもある。また、物理学の公開実験に用いられることもある。

## 転用
犬笛は犬には聞き取ることができるが、人の耳では聞き取ることができない音を発することから、転じて、特定の集団にしか理解できない暗号や符丁にも似た表現を使うことで、批判を受けることのないメッセージをさりげなく発信し、人々の考えや行動を操る政治手法のことを指して、「犬笛」と呼ぶ。典型例として、アメリカ合衆国の選挙の候補者が、「家族の価値」と言う言葉を使うことで、非キリスト教徒の支持を失うことなく、候補者がキリスト教徒的価値観を支持していることをキリスト教徒に示すことがあげられる。